# Etoposide
L'etoposide fosfato (VP-16) è un inibitore dell'enzima topoisomerasi II; è utilizzato come antineoplastico, spesso in combinazione con altri farmaci, in patologie quali sarcoma di Ewing, carcinoma polmonare a piccole cellule, carcinoma embrionale del testicolo, linfoma maligno, leucemia acuta. È inoltre l'unico farmaco a cui sembra dare risposta la malattia di Castleman multicentrica, rara patologia linfoproliferativa che si riscontra in corso di AIDS.
L'etoposide è utilizzato inoltre durante il regime di condizionamento prima di un trapianto di cellule staminali ematopoietiche.
L'etoposide è stato classificato nel 2012 ed inserito al cas. no. 33419-42-0 in Agents Classifed by the IARC Monographs nel gruppo 1. L'Agenzia internazionale per la ricerca sul cancro di Lione riconosce nel group 1 le sostanze per le quali esistono studi scientifici che abbiano dimostrato evidenze di cancerogenicità negli esseri umani. 

## Somministrazione
L'etoposide viene somministrato per via endovenosa o per via orale (sotto forma di capsule).
Se somministrato per via endovenosa viene utilizzata un'infusione lenta (30-60 minuti); l'iniezione rapida provoca infatti ipotensione e broncospasmo.

## Effetti indesiderati
- mielodepressione
  - leucopenia
  - anemia
  - trombocitopenia
- nausea e vomito
- anoressia
- ipotensione
- alopecia
- dolore o bruciore nell'area di somministrazione intravenosa

Meno comuni sono rash, anafilassi, diarrea, leucemia mieloide acuta.

## Sintesi del composto
L'etoposide è un derivato glicosidico semisintetico della podofillotossina, ricavata dal rizoma di Podophyllum peltatum e di altre piante del genere Podophyllum.